# 2008–2009-es magyar férfi kézilabda-bajnokság (első osztály)
A 2008–2009-es magyar férfi kézilabda-bajnokság első osztálya (hivatalos nevén: Budapest Bank Férfi Liga 2008–09) 14 csapat részvételével 2008. szeptember 10-én rajtolt. A címvédő az MKB Veszprém csapata volt. A Budapest Bank Férfi Liga 2008–09-es szezonját végül a veszprémi csapat nyerte meg. A döntőt összesítésben 3:0-ra nyerte a Pick Szeged ellenében. A bronzérmet a Dunaferr SE csapata szerezte meg.

## A bajnokság csapatai
| A 2008–2009-es magyar férfi kézilabda-bajnokság csapatai |                    |
| A csapat neve                                            | A csapat székhelye |
| Balatonfüredi Kézilabda Sport Egyesület                  | Balatonfüred       |
| Kecskeméti Kézilabda Club                                | Kecskemét          |
| Csurgói Kézilabda Klub                                   | Csurgó             |
| Debreceni Kézilabda Sportegyesület                       | Debrecen           |
| Dunaferr Sportegyesület                                  | Dunaújváros        |
| Gyöngyösi Kézilabda Klub                                 | Gyöngyös           |
| Győri ETO FKC                                            | Győr               |
| Komlói BSK                                               | Komló              |
| Mezőkövesdi Kézilabda Club                               | Mezőkövesd         |
| MKB Veszprém Kézilabda Club                              | Veszprém           |
| Pick Szeged                                              | Szeged             |
| Pestszentlőric Kézilabda Club                            | Budapest           |
| Tatabánya Carbonex Kézilabda Club                        | Tatabánya          |
| Százhalombattai KE                                       | Százhalombatta     |

## Az alapszakasz végeredménye
| #   | Csapat                | M  | Gy | D | V  | G+  | G-  | GK   | P  | Megjegyzés      |
| --- | --------------------- | -- | -- | - | -- | --- | --- | ---- | -- | --------------- |
| 1.  | MKB Veszprém KC       | 26 | 26 | 0 | 0  | 951 | 630 | +121 | 52 | Rájátszás 1-4.  |
| 2.  | Pick Szeged           | 26 | 24 | 0 | 2  | 800 | 624 | +176 | 48 | Rájátszás 1-4.  |
| 3.  | Dunaferr SE           | 26 | 19 | 0 | 7  | 773 | 653 | +120 | 38 | Rájátszás 1-4.  |
| 4.  | PLER KC               | 26 | 16 | 1 | 9  | 720 | 674 | +46  | 33 | Rájátszás 1-4.  |
| 5.  | Balatonfüredi KC      | 26 | 14 | 3 | 9  | 692 | 689 | +3   | 31 | Rájátszás 5-8.  |
| 6.  | Tatabánya Carbonex KC | 26 | 12 | 3 | 11 | 749 | 758 | -9   | 27 | Rájátszás 5-8.  |
| 7.  | Debreceni KSE         | 26 | 11 | 4 | 11 | 732 | 739 | -7   | 26 | Rájátszás 5-8.  |
| 8.  | Mezőkövesdi KC        | 26 | 10 | 3 | 13 | 713 | 759 | -46  | 23 | Rájátszás 5-8.  |
| 9.  | Gyöngyösi KK          | 26 | 7  | 4 | 15 | 744 | 805 | -61  | 18 | Rájátszás 9-12. |
| 10. | Kecskeméti KC         | 26 | 7  | 4 | 15 | 697 | 771 | -74  | 18 | Rájátszás 9-12. |
| 11. | Százhalombattai KE    | 26 | 6  | 4 | 16 | 652 | 779 | -127 | 16 | Rájátszás 9-12. |
| 12. | Csurgói KK            | 26 | 6  | 4 | 16 | 688 | 751 | -63  | 16 | Rájátszás 9-12. |
| 13. | Győri ETO FKC         | 26 | 3  | 4 | 19 | 623 | 769 | -146 | 10 | NB I/B          |
| 14. | Komlói BSK            | 26 | 3  | 2 | 21 | 671 | 804 | -133 | 8  | NB I/B          |

* Gy: Győzelem D: Döntetlen V: Vereség LG: Lőtt gól KG: Kapott gól GK: Gólkülönbség

## Rájátszás

### 9-12. helyezésig
| #  | Csapat             | M | Gy | D | V | G+  | G-  | GK  | P  | Megjegyzés |
| -- | ------------------ | - | -- | - | - | --- | --- | --- | -- | ---------- |
| 1. | Csurgói KK         | 6 | 5  | 1 | 0 | 188 | 148 | +40 | 12 |            |
| 2. | Kecskeméti KC      | 6 | 3  | 1 | 2 | 172 | 165 | +7  | 10 |            |
| 3. | Gyöngyösi KK       | 6 | 3  | 0 | 3 | 187 | 189 | -2  | 10 |            |
| 4. | Százhalombattai KE | 6 | 0  | 0 | 6 | 158 | 203 | -45 | 2  | NB II      |

| 2009. május 1. 18:00 | Csurgói KK | 35–23              | Gyöngyösi KK | Városi sportcsarnok, Csurgó Nézőszám: 1000 Játékvezető: Herczeg, Südi (HUN) |
| 2009. május 1. 18:00 | Frey 10    | (15–9) Jegyzőkönyv | Kleis 11     | Városi sportcsarnok, Csurgó Nézőszám: 1000 Játékvezető: Herczeg, Südi (HUN) |

| 2009. május 1. 18:00 | Százhalombattai KE | 24–29              | Kecskeméti KC                    | Városi sportcsarnok, Százhalombatta Nézőszám: 400 Játékvezető: Andorka, Hucker (HUN) |
| 2009. május 1. 18:00 | Balázs 10          | (9–16) Jegyzőkönyv | Dobardzijev, Kekezovics, Szabó 5 | Városi sportcsarnok, Százhalombatta Nézőszám: 400 Játékvezető: Andorka, Hucker (HUN) |

| 2009. május 6. 17:30 | Kecskeméti KC | 26–26               | Csurgói KK | Messzi István Városi sportcsarnok, Kecskemét Nézőszám: 1000 Játékvezető: Kékes Cs., Kékes P. (HUN) |
| 2009. május 6. 17:30 | Kekezovics 7  | (13–15) Jegyzőkönyv | Oláh 11    | Messzi István Városi sportcsarnok, Kecskemét Nézőszám: 1000 Játékvezető: Kékes Cs., Kékes P. (HUN) |

| 2009. május 6. 18:00 | Gyöngyösi KK | 38–26               | Százhalombattai KE                   | Városi Sport és Rendezvénycsarnok, Gyöngyös Nézőszám: 700 Játékvezető: Hargitai, Markó (HUN) |
| 2009. május 6. 18:00 | Kleis 7      | (19–12) Jegyzőkönyv | Gábori, Marczinkovics, Tarnavölgyi 4 | Városi Sport és Rendezvénycsarnok, Gyöngyös Nézőszám: 700 Játékvezető: Hargitai, Markó (HUN) |

| 2009. május 9. 18:00 | Csurgói KK | 27–20               | Százhalombattai KE | Városi sportcsarnok, Csurgó Nézőszám: 800 Játékvezető: Horváth, Marton (HUN) |
| 2009. május 9. 18:00 | Frey 10    | (12–11) Jegyzőkönyv | Tarnavölgyi 8      | Városi sportcsarnok, Csurgó Nézőszám: 800 Játékvezető: Horváth, Marton (HUN) |

| 2009. május 10. 18:00 | Kecskeméti KC       | 37–30               | Gyöngyösi KK | Messzi István Városi sportcsarnok, Kecskemét Nézőszám: 1000 Játékvezető: Dobrovits, Tájok (HUN) |
| 2009. május 10. 18:00 | Kekezovics, Szabó 7 | (18–15) Jegyzőkönyv | Nigrinyi 9   | Messzi István Városi sportcsarnok, Kecskemét Nézőszám: 1000 Játékvezető: Dobrovits, Tájok (HUN) |

| 2009. május 15. 18:00 | Csurgói KK | 31–19              | Kecskeméti KC | Városi sportcsarnok, Csurgó Nézőszám: 700 Játékvezető: Bonifert, Oláh (HUN) |
| 2009. május 15. 18:00 | Frey 8     | (17–8) Jegyzőkönyv | Szabó 5       | Városi sportcsarnok, Csurgó Nézőszám: 700 Játékvezető: Bonifert, Oláh (HUN) |

| 2009. május 15. 18:30 | Százhalombattai KE      | 33–37               | Gyöngyösi KK | Városi sportcsarnok, Százhalombatta Nézőszám: 300 Játékvezető: Nagy, Túróczy (HUN) |
| 2009. május 15. 18:30 | Drabant, Gábori, Kiss 6 | (16–16) Jegyzőkönyv | Kleis 12     | Városi sportcsarnok, Százhalombatta Nézőszám: 300 Játékvezető: Nagy, Túróczy (HUN) |

| 2009. május 22. 18:00 | Kecskeméti KC | 32–22              | Százhalombattai KE | Messzi István Városi sportcsarnok, Kecskemét Nézőszám: 400 Játékvezető: Baranyai, Szloska (HUN) |
| 2009. május 22. 18:00 | Berta 6       | (15–7) Jegyzőkönyv | Kiss, Zalai 5      | Messzi István Városi sportcsarnok, Kecskemét Nézőszám: 400 Játékvezető: Baranyai, Szloska (HUN) |

| 2009. május 23. 19:00 | Gyöngyösi KK | 27–29               | Csurgói KK   | Városi Sport és Rendezvénycsarnok, Gyöngyös Nézőszám: 900 Játékvezető: Dobrovits, Tájok (HUN) |
| 2009. május 23. 19:00 | Hímer 7      | (13–14) Jegyzőkönyv | Frey Tamás 8 | Városi Sport és Rendezvénycsarnok, Gyöngyös Nézőszám: 900 Játékvezető: Dobrovits, Tájok (HUN) |

| 2009. május 30. 16:00 | Százhalombattai KE | 33–40               | Csurgói KK | Városi sportcsarnok, Százhalombatta Nézőszám: 500 Játékvezető: Bonifert, Oláh (HUN) |
| 2009. május 30. 16:00 | Kiss 11            | (12–18) Jegyzőkönyv | Császár 9  | Városi sportcsarnok, Százhalombatta Nézőszám: 500 Játékvezető: Bonifert, Oláh (HUN) |

| 2009. május 30. 18:00 | Gyöngyösi KK | 32–29               | Kecskeméti KC | Városi Sport és Rendezvénycsarnok, Gyöngyös Nézőszám: 900 Játékvezető: Herczeg, Südi (HUN) |
| 2009. május 30. 18:00 | Kleis 9      | (11–11) Jegyzőkönyv | Kekezovics 11 | Városi Sport és Rendezvénycsarnok, Gyöngyös Nézőszám: 900 Játékvezető: Herczeg, Südi (HUN) |

### 5-8. helyezésig
| #  | Csapat                | M | Gy | D | V | G+  | G-  | GK  | P  |
| -- | --------------------- | - | -- | - | - | --- | --- | --- | -- |
| 1. | Balatonfüredi KC      | 6 | 5  | 0 | 1 | 175 | 148 | +27 | 14 |
| 2. | Tatabánya Carbonex KC | 6 | 3  | 1 | 2 | 179 | 167 | +12 | 10 |
| 3. | Mezőkövesdi KC        | 6 | 2  | 2 | 2 | 160 | 173 | -13 | 7  |
| 4. | Debreceni KSE         | 6 | 0  | 1 | 5 | 143 | 169 | -26 | 3  |

### Elődöntők
Az előre írt csapat kezdett otthon.
| 1. csapat       | Össz. | 2. csapat   | 1. mérk. | 2. mérk. |
| --------------- | ----- | ----------- | -------- | -------- |
| MKB Veszprém KC | 2–0   | PLER KC     | 38–29    | 35–25    |
| Pick Szeged     | 2–0   | Dunaferr SE | 29–21    | 27–26    |

| 2009. május 1. 18:00 | MKB Veszprém KC | 38–29               | PLER KC  | Veszprém Aréna, Veszprém Nézőszám: 2000 Játékvezető: Rózsa, Tóth (HUN) |
| 2009. május 1. 18:00 | Vujin 9         | (21–13) Jegyzőkönyv | Balogh 6 | Veszprém Aréna, Veszprém Nézőszám: 2000 Játékvezető: Rózsa, Tóth (HUN) |

| 2009. május 4. 18:00 | Pick Szeged | 29–21               | Dunaferr SE | Városi sportcsarnok, Szeged Nézőszám: 2000 Játékvezető: Dobrovits, Tájok (HUN) |
| 2009. május 4. 18:00 | Ghionea 7   | (13–12) Jegyzőkönyv | Szalafai 5  | Városi sportcsarnok, Szeged Nézőszám: 2000 Játékvezető: Dobrovits, Tájok (HUN) |

| 2009. május 6. 18:00 | PLER KC  | 25–35               | MKB Veszprém KC                | Pestszentimre Sportkastély, Budapest Nézőszám: 800 Játékvezető: Baranyai, Szloska (HUN) |
| 2009. május 6. 18:00 | Balogh 7 | (11–18) Jegyzőkönyv | Iváncsik G., Vilovski, Vujin 6 | Pestszentimre Sportkastély, Budapest Nézőszám: 800 Játékvezető: Baranyai, Szloska (HUN) |

| 2009. május 7. 19:00 | Dunaferr SE            | 26–27               | Pick Szeged   | Dunaferr sportcsarnok, Dunaújváros Nézőszám: 1000 Játékvezető: Bonifert, Oláh (HUN) |
| 2009. május 7. 19:00 | Nagy, Szalafai, Törő 5 | (15–10) Jegyzőkönyv | Krivokapić 10 | Dunaferr sportcsarnok, Dunaújváros Nézőszám: 1000 Játékvezető: Bonifert, Oláh (HUN) |

### 3. helyért
| #           | Hazai csapat | Vendég csapat | Eredmény |
| ----------- | ------------ | ------------- | -------- |
| 1. mérkőzés | Dunaferr SE  | PLER KC       | 30 - 22  |
| 2. mérkőzés | PLER KC      | Dunaferr SE   | 24 - 28  |
| 3. mérkőzés | Dunaferr SE  | PLER KC       | 31 - 27  |

A bajnokság harmadik helyezettje 3-0 összesítéssel a Dunaferr SE csapata
| 2009. május 15. 18:00 | Dunaferr SE | 30–22               | PLER KC    | Dunaferr sportcsarnok, Dunaújváros Nézőszám: 800 Játékvezető: Rózsa, Tóth (HUN) |
| 2009. május 15. 18:00 | Törő 10     | (13–10) Jegyzőkönyv | Harsányi 5 | Dunaferr sportcsarnok, Dunaújváros Nézőszám: 800 Játékvezető: Rózsa, Tóth (HUN) |

| 2009. május 20. 18:00 | PLER KC  | 24–28               | Dunaferr SE | Elektromos csarnok, Budapest Nézőszám: 800 Játékvezető: Horváth, Marton (HUN) |
| 2009. május 20. 18:00 | Balogh 4 | (13–12) Jegyzőkönyv | Törő 8      | Elektromos csarnok, Budapest Nézőszám: 800 Játékvezető: Horváth, Marton (HUN) |

| 2009. május 23. 18:00 | Dunaferr SE | 31–27               | PLER KC           | Dunaferr sportcsarnok, Budapest Nézőszám: 900 Játékvezető: Kékes Cs., Kékes P. (HUN) |
| 2009. május 23. 18:00 | Nagy 7      | (17–17) Jegyzőkönyv | Harsányi, Lékai 5 | Dunaferr sportcsarnok, Budapest Nézőszám: 900 Játékvezető: Kékes Cs., Kékes P. (HUN) |

### Döntő
| #           | Hazai csapat    | Vendég csapat   | Eredmény |
| ----------- | --------------- | --------------- | -------- |
| 1. mérkőzés | MKB Veszprém KC | Pick Szeged     | 35 - 28  |
| 2. mérkőzés | Pick Szeged     | MKB Veszprém KC | 24 - 25  |
| 3. mérkőzés | MKB Veszprém KC | Pick Szeged     | 30 - 29  |

A bajnokság győztese 3-0 összesítéssel az MKB Veszprém KC csapata.
| 2009. május 16. 20:30 | MKB Veszprém KC | 35–28               | Pick Szeged | Veszprém Aréna, Veszprém Nézőszám: 5000 Játékvezető: Kékes Cs., Kékes P. (HUN) |
| 2009. május 16. 20:30 | Pérez, Vujin 6  | (19–12) Jegyzőkönyv | Ghionea 8   | Veszprém Aréna, Veszprém Nézőszám: 5000 Játékvezető: Kékes Cs., Kékes P. (HUN) |

| 2009. május 19. 18:00 | Pick Szeged | 24–25               | MKB Veszprém KC | Városi sportcsarnok, Szeged Nézőszám: 3000 Játékvezető: Dobrovits, Tájok (HUN) |
| 2009. május 19. 18:00 | Ghionea 6   | (13–17) Jegyzőkönyv | Vujin 6         | Városi sportcsarnok, Szeged Nézőszám: 3000 Játékvezető: Dobrovits, Tájok (HUN) |

| 2009. május 24. 12:45 | MKB Veszprém KC | 30–29               | Pick Szeged        | Veszprém Aréna, Veszprém Nézőszám: 5000 Játékvezető: Herczeg, Südi (HUN) |
| 2009. május 24. 12:45 | Iváncsik G. 5   | (17–13) Jegyzőkönyv | Laluska, Ghionea 6 | Veszprém Aréna, Veszprém Nézőszám: 5000 Játékvezető: Herczeg, Südi (HUN) |

| A szezon győztese:               |
| -------------------------------- |
| Az MKB Veszprém KC 17. Bajnokság |

## Végeredmény
| #   | Csapat                | Megjegyzés                   |
| --- | --------------------- | ---------------------------- |
| 1.  | MKB Veszprém KC       | Bajnokok-ligája (csoportkör) |
| 2.  | Pick Szeged           | Bajnokok-ligája (csoportkör) |
| 3.  | Dunaferr SE           | EHF-kupa (3. selejtezőkör)   |
| 4.  | PLER KC               | EHF-kupa (3. selejtezőkör)   |
| 5.  | Balatonfüredi KC      |                              |
| 6.  | Tatabánya Carbonex KC |                              |
| 7.  | Mezőkövesdi KC        |                              |
| 8.  | Debreceni KSE         |                              |
| 9.  | Csurgói KK            |                              |
| 10. | Kecskeméti KC         |                              |
| 11. | Gyöngyösi KK          |                              |
| 12. | Százhalombattai KE    | NB I/B                       |
| 13. | Győri ETO FKC         | NB I/B                       |
| 14. | Komlói BSK            | NB I/B                       |

### A bajnokság álomcsapata
A Budapest Bank Liga All star-csapata 2008/2009
- Kapus:  Dejan Perić (Veszprém)
- Bal szélső:  Törő Szabolcs (Dunaferr SE)
- Bal átlövő:  Ilyés Ferenc (Veszprém)
- Beálló:  Marian Cozma (Veszprém)
- Irányító:  Nikola Eklemović (Veszprém)
- Jobb átlövő:  Marko Vujin (Veszprém)
- Jobb szélső:  Valentin Ghionea (Szeged)